# المدرسة الوطنية للإدارة (فلسطين)
المدرسة الوطنية الفلسطينية للإدارة هي مؤسسة حكومية غير وزارية تتمتع بالشخصية الاعتبارية ولها الاستقلالية المالية والإدارية وتتبع ديوان الموظفين العام الفلسطيني. أُنشئت وفقًا لقرار بقانون رقم (5) لسنة 2016.

## التاريخ
صادق مجلس وزراء حكومة رامي الحمد الله الثانية على برامج المدرسة في مارس 2014، وصدر قرارٌ عن مجلس وزراء حكومة رامي الحمد الله الثالثة بإنشاء المدرسة في 12 مايو 2015.
في 4 فبراير 2016، أصدر الرئيس الفلسطيني محمود عباس القرار بقانون رقم (5) لسنة 2016 بشأن المدرسة الوطنية الفلسطينية للإدارة وذلك بناءً على تنسيب مجلس وزراء حكومة رامي الحمد الله الثالثة بتاريخ 1 ديسمبر 2015.
في 30 مارس 2016، افتتح رامي الحمد الله رئيس الوزراء الفلسطيني مقر المدرسة المؤقت في رام الله. ولاحقًا في عام 2021 انتقلت إلى مقرها الحالي في قرية أبو شخيدم شمال غرب محافظة رام الله والبيرة.
في 26 يونيو 2023، تفقد الرئيس محمود عباس مبنى المدرسة في قرية أبو شخيدم، وأشاد بالدعم الكوري الجنوبي لتمويل وإنشاء المدرسة.

## الرؤية والرسالة
تبنت المدرسة رؤية تعكس الأمل والطموح لإحداث تغيير وتطويرأداء موظفي القطاع العام الفلسطيني لتقديم خدمات مميزة للمجتمع.

## أهدافها
من الأهداف الاستراتيجية للمؤسسة:
1. تطوير وتعزيز وتحسين أداء وكفاءة موظفي الخدمة المدنية في مختلف المؤسسات الحكومية.
2. ترسيخ ثقافة الوظيفة العمومية في إطارها الصحيح، ووفق الممارسات الإدارية المثلى.
3. تطوير بيئة ممكنة للعمل وإدماج الموظفين الجدد في قطاع الخدمة المدنية.
4. تعزيز التنسيق والتعاون بين المجموعة الأساسية للإدارة (ديوان الموظفين العام "ووزارة التخطيط"، ووزارة المالية، ، وهيئة الرقابة العامة، ومكتب مجلس الوزراء، والوزارات الأخرى) والموؤسسات العربية والدولية.
5. توطين التدريب.

## وصلات خارجية
- الموقع الرسمي